# Red Bull Bragantino
Clube Atlético Bragantino este o echipă de fotbal din Bragança Paulista, São Paulo, Brazilia.

## Palmares
- Campeonato Brasileiro Série A:
  - Finalistă (1): '1991

- Campeonato Brasileiro Série B: 1

1989
- Campeonato Brasileiro Série C: 1

2007
- Campeonato Paulista: 1

1990
- Campeonato Paulista Série A2: 2

1965, 1988
- Campeonato Paulista Fifth Division: 1

1979

## Antrenori marcanți
- Carlos Alberto Parreira
- Marcerlo Veiga
- Vanderlei Luxemburgo